# Erol Gelenbe
Sami Erol Gelenbe (Istambul, 22 de agosto de 1945) é um cientista da computação, engenheiro e matemático aplicado turco. É atualmente Professor da cátedra Dennis Gabor no Imperial College London.

## Publicações selecionadas
- E. Gelenbe "On languages defined by linear probabilistic automata", Information and Control, 16(5):487–501, July 1970.
- E. Gelenbe "A realizable model for stochastic sequential machines", IEEE Trans. Comput. 20, 199–204 (1971).
- E. Gelenbe "On approximate computer system models", Journal of the ACM 22(2):261–269 (April 1975).
- E. Gelenbe and I. Mitrani "Analysis and synthesis of computer systems", Academic Press (June 1980), 239 pp., ISBN 0-12-279350-1, ISBN 978-0-12-279350-9.
- E. Gelenbe "On the optimum checkpoint interval", Journal of the ACM, 26(2):259–270, April 1979.
- E. Gelenbe "Product-Form queueing networks with negative and positive customers", Journal of Applied Probability, Vol. 28 (3): 656–663 (Sep., 1991).
- E. Gelenbe, Mao, Z.H., Li, Y.D. "Function approximation with spiked random networks,", IEEE Trans. on Neural Networks, 10 (1): 3–9, 1999.
- E. Gelenbe and G. Pujolle "Introduction to Queueing Networks", John Wiley & Sons, Inc. New York, USA, 1987 and 2000.
- E. Gelenbe, R. Lent and Z. Xu "Design and performance of a cognitive packet network", Performance Evaluation, 46, (2–3): 155–176, October 2001.
- E. Gelenbe and Hussain K.F. "Learning in the multiple class random neural network, " IEEE Transactions on Neural Networks, 13(6): 1257–1267, Nov. 2002.
- E. Gelenbe, Gellman, R. M. Lent, P. Liu and Pu Su  "Autonomous smart routing for network QoS", Proc. International Conference on Autonomic Computing: 232–239, ISBN 0-7695-2114-2, 17–18 May 2004.
- J.-M. Fourneau and E. Gelenbe "Flow equivalence and stochastic equivalence in G-networks", doi:10.1007/s10287-003-0008-z, Computational Management Science, 1 (2): 179-192, July 2004.
- E. Gelenbe "Steady-state solution of probabilistic gene regulatory networks", Physical Review E, 76(1), 031903 (2007).
- E. Gelenbe "A Diffusion Model for Packet Travel Time in a Random Multi-Hop Medium", ACM Trans. on Sensor Networks, 3 (2), Article 10, June 2007.
- E. Gelenbe "Dealing with software viruses: a biological paradigm", Information Security Technical Reports 12: 242–250, Elsevier Science, 2007.
- E. Gelenbe, G. Sakellari and M. d'Arienzo "Admission of QoS aware users in a smart network", ACM Trans. on Autonomous and Adaptive Systems, 3(1), Idaho TAAS-07-0003, 2008.
- E. Gelenbe "Network of interacting synthetic molecules in equilibrium" Proc. Royal Society A 464:2219–2228, 2008.
- E. Gelenbe and I. Mitrani "Analysis and Synthesis of Computer Systems" World Scientiﬁc, Imperial College Press, Singapore and London, 2009.
- E. Gelenbe "Analysis of single and networked auctions", ACM Trans. on Internet Technology, 9 (2), 2009.
- E. Gelenbe "Steps toward self-aware networks", Communications ACM, 52 (7):66–75, July 2009.
- A. Berl, E. Gelenbe, M. Di Girolamo, G. Giuliani, H. De Meer, M. Quan Dang, and K. Pentikousis "Energy-eﬃcient cloud computing", Comp. J. 53 (7): 1045–1051, 2010.
- E. Gelenbe "Search in unknown random environments", Phys. Rev. E 82: 061112, 2010.
- E. Gelenbe and C. Morfopoulou "A framework for energy aware routing in packet networks", Comp. J., doi:10.1093/comjnl/bxq092, 2011.
- O. H. Abdelrahman and E. Gelenbe. Time and energy in team-based search. Phys. Rev. E, 87(3):032125, March 2013.